# 卡里加里博士的小屋
《卡里加里博士的小屋》（德語：Das Kabinett des Doktor Caligari），是一部1920年罗伯特·威恩执导的德国无声恐怖電影，由Hans Janowitz和Carl Mayer编剧。该片是影响力最深远的德国表现主义电影之一，羅傑·艾伯特认为它是“第一部真正的恐怖電影”。这部电影运用风格化的布景——油画布上绘制抽象锯齿状建筑物。演员用了一种夸张的、像舞蹈似的动作，使影片风格更加怪异。该片被认为是把逆转结尾引入电影艺术的影片。2014年2月，该片的數位修復版本在第64屆柏林影展上首映。

## 劇情介紹
本片故事總共分成六幕。

##### 第一幕
兩個男人坐在長椅上聊天，年長的男人告訴年輕的弗朗西斯說，他發現他的周遭都是鬼魂，而這些鬼魂正是導致他妻離子散的原因。但弗朗西斯卻告訴他，他的經歷可比他離奇多了，並指著前方走過去的女人說:「那個女人曾經是我的未婚妻，珍。」
接著影片開始倒敘。
在弗朗西斯所居住的 Holstenwall 小鎮上，即將舉辦一場年度博覽會，而他與朋友艾倫打算要去裡頭閒逛。與此同時，小鎮上忽然出現一名表演者，而他正是卡里加利博士，準備向市政府遞交表演許可，打算在市鎮博覽會上表演他的催眠術。由於卡里加利博士不斷催促市務秘書盡快幫他辦理，這讓職員大為光火。最後他的申請書轉交給另一位職員辦理，並在最後成功通過審核。

##### 第二幕
自從卡里加利博士一行人來到小鎮之後，凶殺案便開始頻傳，但卻始終找不到兇手是誰。
首起的謀殺案的受害者，便是當天被他給激怒的市務秘書。與此同時，弗朗西斯正帶著艾倫一起到博覽會裡面參觀。很快，他們被卡里加利的攤位給吸引住。出於好奇，他們進到了卡里加利的攤位裡觀看表演。卡里加利博士展示了他是如何喚醒已經沉睡23年的夢遊者凱薩。在開放提問時，艾倫問凱薩說他還能活多久，但凱薩卻回答:「你只能活到明天清晨而已。」，這讓艾倫震驚不已。
回家的路上，艾倫與弗朗西斯碰上了珍，三人相談甚歡。艾倫與弗朗西斯都不否認自己對珍動了情，但這並不影響到他倆之間的友誼。
夜晚，一個清晰的人影拿著利器悄然進入艾倫的房間。在打鬥的過程中，艾倫倒下了。

##### 第三幕
早晨，一個女人匆忙的走入弗朗西斯的住處，並告知他艾倫已死的消息。弗朗西斯的腦海立刻浮現出昨天夢遊者凱薩曾說過的預言，他趕忙通知鎮上的警衛，並把這個消息告訴了珍和珍的父親，希望能盡快獲得警方的許可，親自對他們展開調查。
夜裡，一位老婦人嚷嚷著有一名男子要謀殺她。很快，這名男子便遭到制伏，並被強制羈押到警局內進行審問。另一頭，弗朗西斯正帶著警方到卡里加利的住處進行搜查，但沒過多久，這起搜查案因警方供稱抓到連續犯案的兇嫌而提前結束了。

##### 第四幕
在審訊嫌犯的過程中，兇嫌表示想以同樣的犯案手法殺死老婦人，以此將罪過推託給前兩起兇殺案的真正兇嫌。與此同時，珍正在尋找她的父親，卻不料被拐進了卡里加利博士的攤位裡。珍被凱薩的眼神給震懾住，嚇得趕緊逃離現場。

夜裡，凱薩悄悄闖入珍的房間，本想殺死珍的凱薩，竟被她那空靈的美給吸引住。凱薩放下他手上的匕首，並綁架了珍。但沒過多久，凱薩便因心臟病發而倒地不起。在珍回去的路上，她向弗朗西斯透露了凱薩是兇手的事實，然而弗朗西斯並不相信，仍認為他整夜都躺在棺材裡面沒有出來。

在市鎮博覽會上，卡里加利博士試圖利用催眠術，喚醒沉睡已久的凱薩。

##### 第五幕
在警局裡，弗朗西斯向警方透露躺在棺材裡的是否就是凱薩本人一事感到存疑。弗朗西斯帶著警方到卡裡加利博士的小屋進行二次搜查，並發現棺材裡所置放的，並不是夢遊者凱撒，只是一個長得像凱薩的人偶罷了。被識破的卡里加利博士，在眾人驚訝之時逃往精神病院，而後弗朗西斯也跟隨至此。
在精神病院裡，弗朗西斯從精神科醫生們的口中得知，卡里加利博士正是這家精神病院的院長。為了追查真相，弗朗西斯與精神科醫生們選在半夜突襲他的辦公室，並在裡頭發現一本名為《夢遊者》的書籍。書中提及，1703年的卡里加利博士帶著夢遊者凱薩到義大利北部進行巡迴演出，並利用夢遊者無法控制自身意志的特性，在當地製造多起謀殺案，造成當地居民的恐慌。而操弄這些謀殺案的始作俑者，正是卡里加利博士本人。

##### 第六幕
有人在野外發現凱薩的屍體，並轉報給弗朗西斯。他們把凱薩的屍體運回院長的辦公室裡，而見到凱薩屍體的卡里加利博士激動不已，隨即便遭到制伏，並在穿上緊束衣後，被關押進一間牢房裡獨自隔離。
然而這一切的故事僅存於弗朗西斯的幻想之中，事實上，他與長椅上的那個男人，以及在他的幻想中曾出現過的珍、凱薩，皆是這家精神病院裡的病患。而在弗朗西斯幻想裡的卡里加利博士，實際上也是這家精神病院的院長。當弗朗西斯見到他時，弗朗西斯的情緒激動不已，最後被醫護人員強制穿上緊束衣，獨自關進牢房裡。
在影片的最後，院長表示他終於知道該如何治療他(弗朗西斯)了！

## 主要角色
- Werner Krauss（德语：Werner Krauß (Schauspieler)）       飾演   卡里加利博士 (Dr. Caligari)
- 康拉德·维德          飾演    夢遊者凱薩 (Cesare)
- Lil Dagover（德语：Lil Dagover）         飾演    珍 (Jane)
- Hans Twardowski    飾演    艾倫 (Alan)
- Friedrich Fehér（英语：Friedrich Fehér）      飾演    弗朗西斯 (Francis)

## 電影特色

在《卡里加利博士的小屋》裡，常可見其扭曲變形後的佈景，以及刻意畫在地板上的陰影與線條。

本片主要有以下特點：

#### 扭曲變形的佈景風格
在《卡里加利博士的小屋》裡，幾乎可在每個鏡頭裡看見明顯扭曲變形的佈景，包括牆壁、柱子、帳篷、煙囪、門、屋頂等可見到其變形後的痕跡，甚至連街道也被設計成是狹窄而螺旋狀的。透過不同角度的透視和刻意的扭曲變形，讓觀眾在觀影時更能感受當中的紊亂和不安的情緒。